# Уилям Палгрейв
Уилям Гифорд Палгрейв (на английски: William Gifford Palgrave) е английски писател, дипломат, колонизатор, изследовател на Арабия.

## Биография

### Произход, образование, Йезуитски орден (1826 – 1862)
Роден е през 1846 г. в Уестминстър, Лондон, Англия. Завършва Тринити Колидж в Оксфорд със специалности литература, химия и математика. След завършването на колежа заминава за Индия и се записва в редовете на британската армия. Година след това напуска, става католик и е ръкоположен за свещеник. По-късно се присъединява към йезуитския орден и работи като редови член в Индия, Рим и Сирия, където перфектно научава арабски език.

### В Централна и Източна Арабия (1862 – 1863)
В началото на 1860-те години предлага да възглави йезуитска мисия във вътрешността на Арабския п-ов, която по това време е напълно непозната. Планът му намира подкрепа и от император Наполеон III, който освен духовните цели му поставя за изпълнение и политически.
През 1862 г. се завръща в Сирия, където приема самоличността на пътуващ арабски лекар и заедно с един служител тръгва от залива Акаба и от север достига до Хаил (27°31′ с. ш. 41°42′ и. д. / 27.516667° с. ш. 41.7° и. д.). В началото на август продължава на югоизток по равнина с отделни пясъчни масиви, лавови полета, солончаци и сухи долини (уади), още неописани от европейците. С петима нови спътници мюсюлмани пристига в Бурайда (26°10′ с. ш. 44°00′ и. д. / 26.166667° с. ш. 44° и. д.), където водачът му го напуска. След като трудно намира нов водач Палгрейв продължава пътя си от оазис към оазис, като проследява около 200 km от източните склонове на възвишението Тувайк и през ноември пристига в Рияд. От там продължава на изток през Малък Нефуд – тясна полоса от подвижни и незакрепени пясъци и пристига в Ал Катиф на Персийския залив, като изминава над 500 km по абсолютно неизследвани райони.
След това през Бахрейн и Оман се завръща в Лондон, където през 1865 – 1866 г. излиза двутомната му книга „Narrative of a year's journey through central and eastern Arabia (1862 – 63)“ (в превод „История за едногодишното пътуване през Централна и Източна Арабия“). Книгата става бестселър, но много от тогавашните учени признават книгата му само като роман, но не и като отчет за проведеното пътешествие. Някои дори отричат самото пътешествие. Отделните неточности и описания не могат да служат в потвърждение на правотата на противниците на Палгрейв. Днес действително е точно установено: той действително е преминал по целия този път, за който така увлекателно разказва в книгата си.

### Дипломатическа кариера (1865 – 1888)
След завръщането си от Арабия и написването на книгата, Палгрейв за пореден път променя убежденията си, като през 1865 г. се отказва от католическата си вяра. Постъпва на работа в британското външно министерство и през 1866 е назначен за британски консул в Сухуми, през 1867 – в Трабзон. Една година по-късно, през 1868 г., се жени и има трима сина.
Той е британски консул на островите Сейнт Томас и Сейнт Крой (в днешните Американски Вирджински острови) от 1873 г., после в Манила (Филипините) от 1876 г. 
Палгрейв е първият от европейските делегати, които пристигат в новоосвободена България. Назначен е за генерален консул в Княжество България (23 септември 1878), а от 20 юни 1879 г. – и за (дипломатически) агент. Освен него в края на октомври 1878 г. е само османският комисар Пертеф ефенди. Като генерален консул на Англия наблюдава заседанията на Учредителното събрание в Търново, събрано за да изработи конституция на България.
Следва консулска мисия в Банкок (ноември 1879) и пост на министър-резидент и генерален консул в Уругвай, където впоследствие умира (1884–1888).